# (74329) 1998 UU45
(74329) 1998 UU45 – planetoida z pasa głównego asteroid okrążająca Słońce w ciągu 4,51 lat w średniej odległości 2,73 j.a. Odkryta 24 października 1998 roku.